# 波士頓鎮區 (密歇根州)
波士頓鎮區（英語：Boston Township）是位於美國密歇根州愛奧尼亞縣的一個行政鎮區。

## 地方資料
波士頓鎮區的面積為92.90平方千米，當中陸地面積為90.60平方千米，而水域面積為2.30平方千米。根據2020年美國人口普查的數據，當地共有人口6021人，而人口密度為每平方千米5.52人。